# Großsteingrab Bochin
Das Großsteingrab Bochin war eine megalithische Grabanlage der jungsteinzeitlichen Trichterbecherkultur bei Bochin, einem Ortsteil von Grabow im Landkreis Ludwigslust-Parchim (Mecklenburg-Vorpommern). Es wurde im ausgehenden 19. Jahrhundert zerstört. Nach einer mündlichen Mitteilung von Eduard Handtmann an Alfred Götze befand es sich etwa 500 m nördlich von Bochin auf der Spitze einer Anhöhe. Handtmann hatte dort nur noch Bruchstücke von Findlingen ausmachen können, die keine Rückschlüsse auf das ursprüngliche Aussehen der Anlage mehr zuließen.